# Dolichoderus feae
Dolichoderus feae es una especie de hormiga del género Dolichoderus, subfamilia Dolichoderinae. Fue descrita científicamente por Emery en 1889.
Se distribuye por China, India, Birmania y Tailandia. Se ha encontrado a elevaciones de hasta 1700 metros. Vive en microhábitats como arbustos.